# Karl Reinhard Aigner
Karl Reinhard Aigner (* 22. Februar 1947 in Burghausen) ist ein deutscher Gefäßchirurg und Onkologe.

## Leben
Aigner wurde 1947 in Burghausen geboren und studierte in Erlangen Medizin. Anschließend begann er seine Facharztweiterbildung in der dortigen Herzgefäßchirurgie und promovierte 1973 mit dem Thema „Myokardrevaskularisation“. 1977 wechselte er ans „Zentrum für Allgemein- und Thoraxchirurgie“ an der Universität Gießen, wo man gerade dabei war, die isolierte Perfusion bei Melanomen einzuführen. Diese Tumor-Therapie war in den 1950er Jahren von dem deutschstämmigen Amerikaner Edward Krementz entwickelt worden, konnte aber bis dahin nur bei Hautkrebs angewandt werden. Aigner erlernte das Verfahren und forschte an einer weiteren Umsetzung.
1981 hatte er eine Technik zur Durchführung der weltweit ersten isolierten Leberperfusion mit einer Herz-Lungen-Maschine am Menschen entwickelt, die im April 1982 auf dem internationalen Onkologen-Kongress präsentiert wurde. In den Folgejahren kam eine Vielzahl von chirurgischen Verfahren und Spezialkathetern (z. B. der arterielle Portkatheter) zur isolierten Therapie von Organen und Körperteilen, unter anderem des Pankreaskarzinoms, hinzu.
1982 initiierte Aigner die internationale Kongressreihe ICRCT über Regionale Chemotherapie. 1984 habilitierte er am „Zentrum für Allgemein- und Thoraxchirurgie“ in Gießen über Techniken der regionalen Chemotherapie und der chirurgischen Onkologie.
Von 1986 bis 1991 war Aigner Chefarzt für Chirurgie am Kreiskrankenhaus Trostberg im Chiemgau, von 1992 bis 2001 Chefarzt der Abteilung für Onkologische Chirurgie an der Asklepios Paulinen Klinik in Wiesbaden, von 2002 bis 2005 Leiter der Abteilung für onkologische Chirurgie der Medias Klinik GmbH in Ransbach-Baumbach. Seit 2006 ist er medizinischer Direktor der Medias Klinikum GmbH & Co KG, Privatklinik für onkologische Chirurgie in Burghausen an der Salzach. Seit 1994 ist er  außerordentlicher Professor an der Justus-Liebig-Universität Gießen.

## Krebstherapie
Aigner propagiert seit den 1980er Jahren die Regionale Chemotherapie (RCT) als eine Variante der onkologischen Chemotherapie zur Behandlung von Tumoren. In der Fachwelt wird sie allenfalls als Spezialanwendung für einen kleinen Kreis von Patienten angesehen. Kritiker bemängeln fehlende wissenschaftliche Studien, die den Erfolg belegen. Das Deutsche Krebsforschungszentrum kommt zu dem Ergebnis, dass die Methode „nur für sehr wenige Krebsarten und nur in ganz bestimmten Situationen infrage“ komme. Krankenkassen übernehmen die Kosten in der Regel nicht.

## Kritik
Aigner wurde im April 2017 in den Medien wegen unseriöser Werbemethoden kritisiert. Er musste einräumen, als Angestellter des Medias Klinikums einer privaten Werbeagentur „ein monatliches Pauschalhonorar“ für werbliche Zeitschriftenbeiträge unter dem Deckmantel einer seriösen Berichterstattung gezahlt zu haben. Die Agentur hatte positive Berichte zu angeblichen Behandlungserfolgen, insbesondere der RCT, in Boulevard-Medien verfasst, obwohl die Behandlungsmethode zumindest umstritten ist.

## Auszeichnungen
- A. W. Fischer Award, German Section of the International College of Surgeons, Berlin (1983)
- Lions Award, Surgical Oncology, Paris (1988)
- E. T. Krementz Award for Regional Chemotherapy, Rosenheim (1991)